# Szent Péter-templom (München)

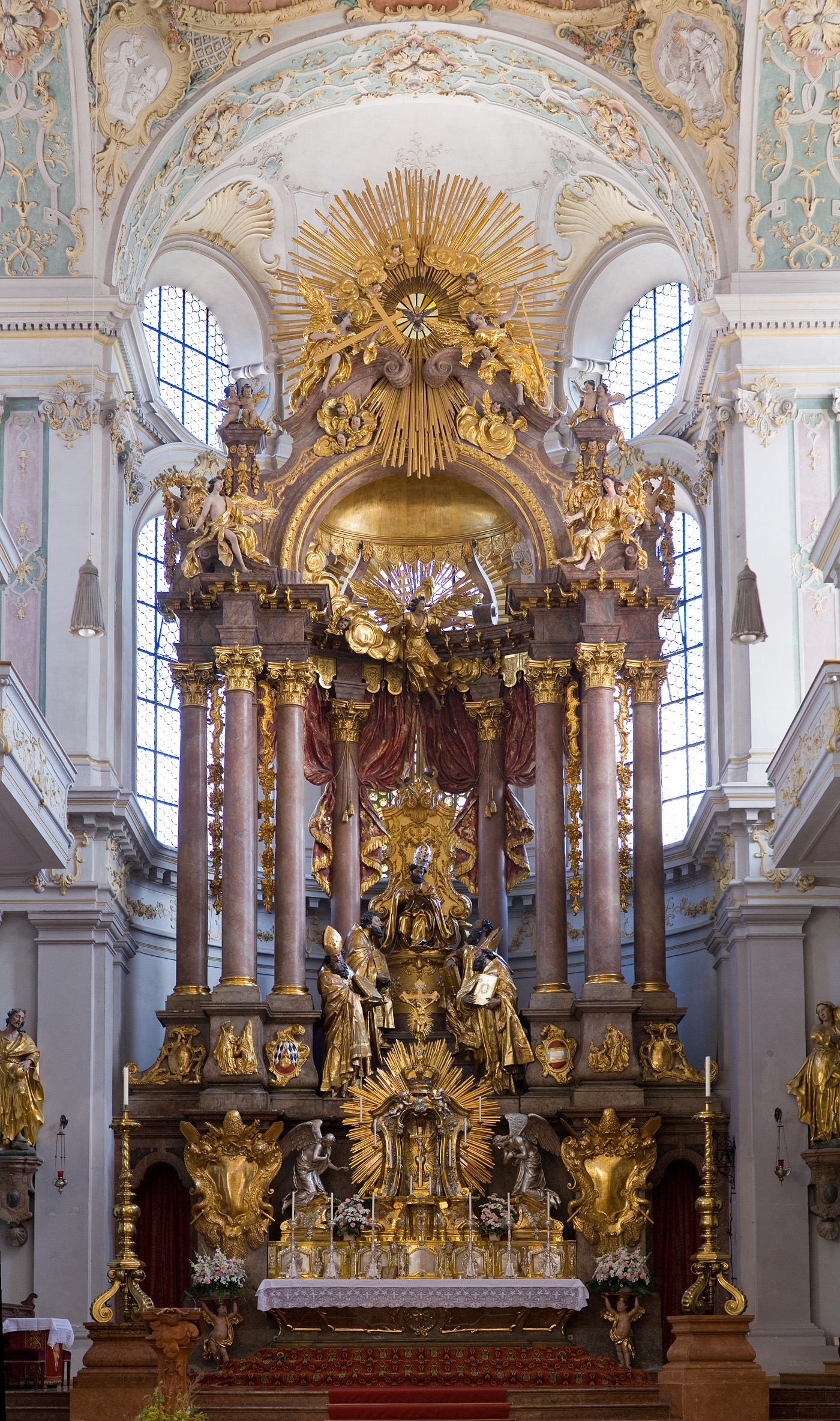
A templom oltára

A Szent Péter-templom Münchenben található, Németországban.
Már Oroszlán Henrik városalapítása előtt állt itt egy dongaboltozatos templom, még a merovingok előtti időkből. Erre az 1952-1953-ban folytatott ásatások derítettek fényt. A bajor román stílusban épült templomot már a 12. század végén felszentelték. A freisingi püspökök megbízásából gótikus stílusban kibővített templomot 1294-ben szentelték fel. Ennek a templomnak egy része azonban az 1327 évi tűzvész martaléka lett, 1368-ban az újjáépítése után újra felszentelték.
A templom belső berendezésből a második világháború ideje alatt sok mindent sikerült megmenteni. Épen maradt a főoltár, melynek kialakításához Erasmus Grasser a trónoló Péter alakjával (1492) Egid Quirin Asam a négy egyházatyával (1732) és Franz Schwanthaler 2 imádkozó angyallal (1804) járult hozzá. Figyelemre méltó még Ignaz Günther Krisztus-oltára (1758) és oltalmazó Mária-oltára (1756) valamint Erasmus Grasser Aresinig-epitáfiuma. Ignaz Günther alkotása a Szent Eligiusz-oltár is (1770).

## Külső hivatkozások
- A Szent Péter-plébániatemplom az egyházmegye honlapján
- muenchen.de: A templom a város honlapján